# Bażyna czarna
Bażyna czarna (Empetrum nigrum L.) – gatunek rośliny z rodziny bażynowatych. Jego ujęcie taksonomiczne jest bardzo problematyczne – obok formy typowej (diploidalnej z jednopłciowymi kwiatami) wyróżniane są liczne i w różny sposób odmienne taksony w randze osobnych gatunków lub włączanych tu podgatunków lub odmian. W szerokim ujęciu jest to roślina o rozległym zasięgu obejmującym obszary o klimacie arktycznym i umiarkowanym w Azji, Europie i Ameryce Północnej. W Polsce podlega ochronie gatunkowej i występuje głównie w północnej części kraju – nad morzem, głównie w borze bażynowym i na torfowiskach, poza tym w Sudetach i Karpatach. Bażyna bywa wykorzystywana jako roślina jadalna, lecznicza i okrywowa.

## Rozmieszczenie geograficzne
Bażyna czarna w podgatunku typowym Empetrum nigrum subsp. nigrum występuje głównie w Europie Środkowej i Północnej – na zachodzie w Islandii, na Wyspach Brytyjskich, we francuskim Masywie Centralnym, na Półwyspie Skandynawskim (z wyjątkiem gór i dalekiej północy), w krajach Beneluksu, w Niemczech, Danii, Polsce, Białorusi, w krajach bałtyckich i w północnej Rosji (bez dalekiej północy). Poza tym w górach Europy Środkowej – Sudetach, Karpatach, Alpach, w północnej części Apeninów, w Górach Dynarskich, Rodopach i Kaukazie. W wyższych partiach gór i dalej na północy w Arktyce takson ten zastępowany jest przez podgatunek E. nigrum subsp. hermaphroditum, który ma zasięg cyrkumborealny.
W północnej Azji (Syberia i Daleki Wschód, w tym północne krańce Chin) występuje rozdzielnopłciowa bażyna uznawana za Empetrum nigrum subsp. nigrum lub wyodrębniana jako osobne podgatunki lub nawet gatunki. W Ameryce Północnej bażyny rozdzielnopłciowe traktowane tu jako Empetrum nigrum subsp. nigrum rosną wzdłuż Aleutów i dalej wybrzeża Oceanu Spokojnego po północną Kalifornię. Na wyspach Archipelagu Arktycznego, Grenlandii, na Alasce rośnie bażyna czarna obupłciowa E. nigrum subsp. hermaphroditum sięgając poprzez całą Kanadę po północne krańce Stanów Zjednoczonych (od Maine po Minnesotę).
W Polsce bażyna czarna typowa E. nigrum subsp. nigrum rośnie w części niżowej kraju wzdłuż Pobrzeży Południowobałtyckich oraz na Pojezierzach Południowobałtyckich, na Pojezierzu Mazurskim i Litewskim oraz nielicznie na Nizinie Północnopodlaskiej. Na obszarach górskich występuje w Sudetach, w Tatrach i Kotlinie Nowotarskiej oraz w Bieszczadach. W wyższych partiach gór rośnie bażyna czarna obupłciowa E. nigrum subsp. hermaphroditum.

## Morfologia

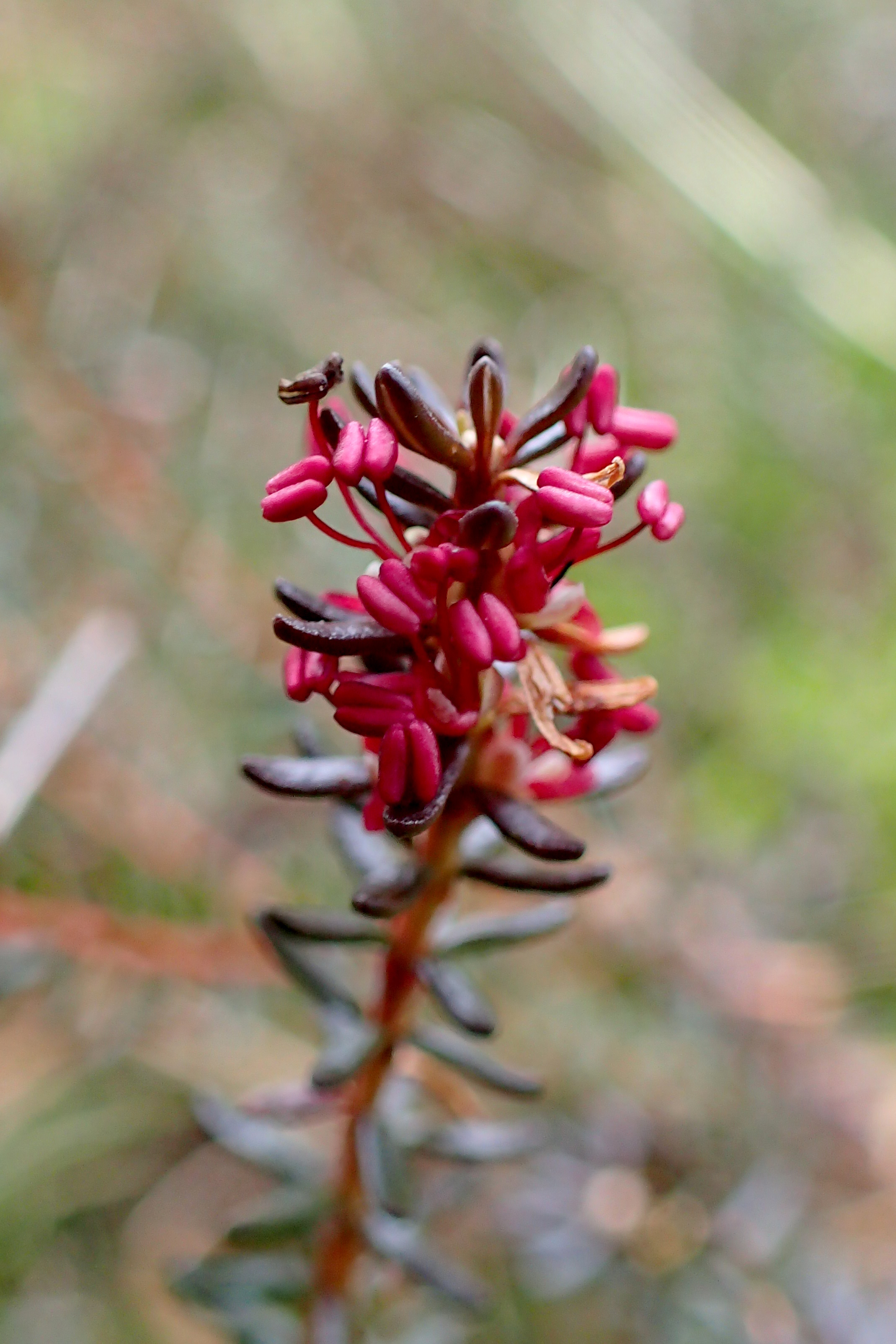
Kwiaty męskie E. nigrum subsp. nigrum

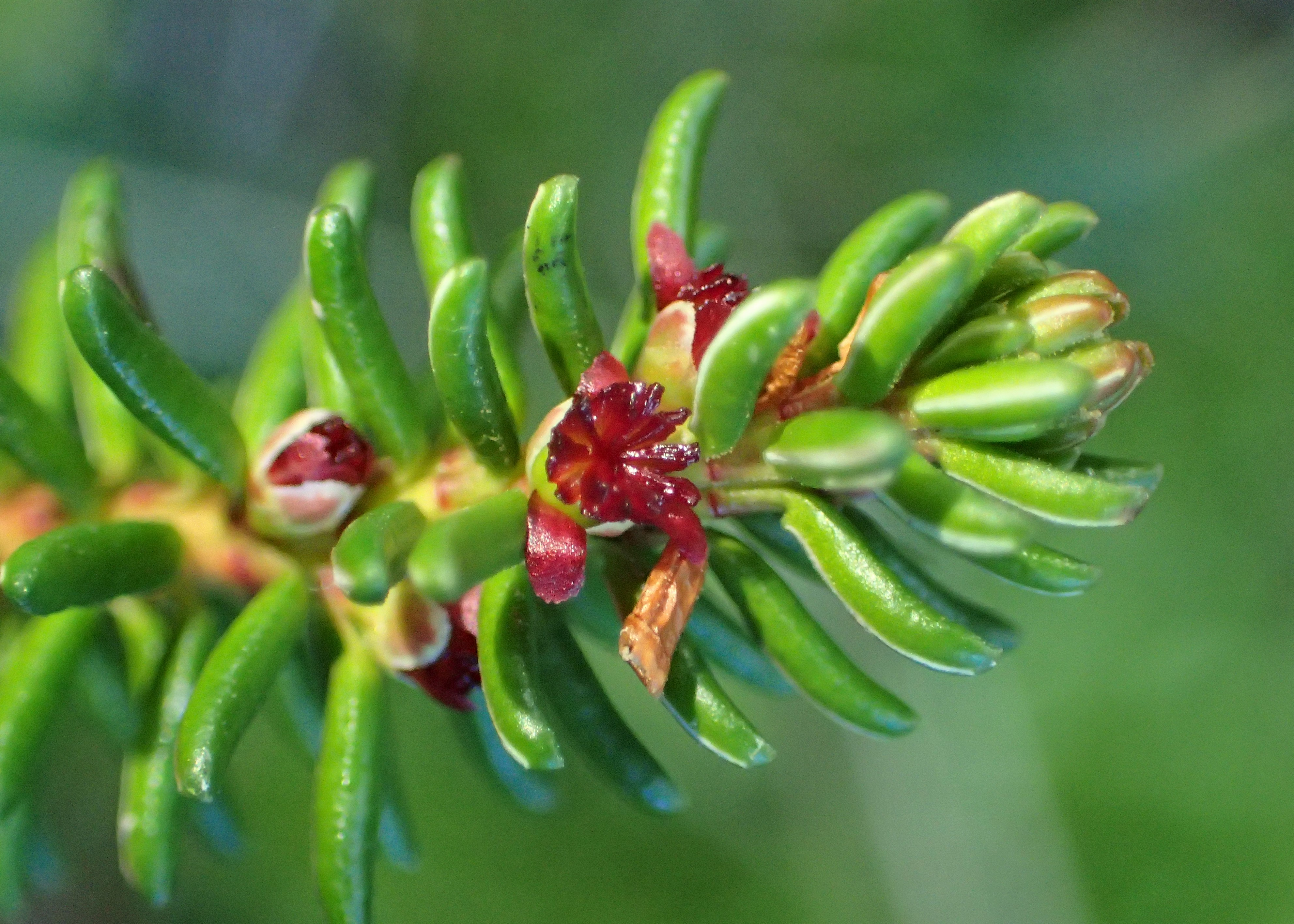
Kwiaty żeńskie E. nigrum subsp. nigrum

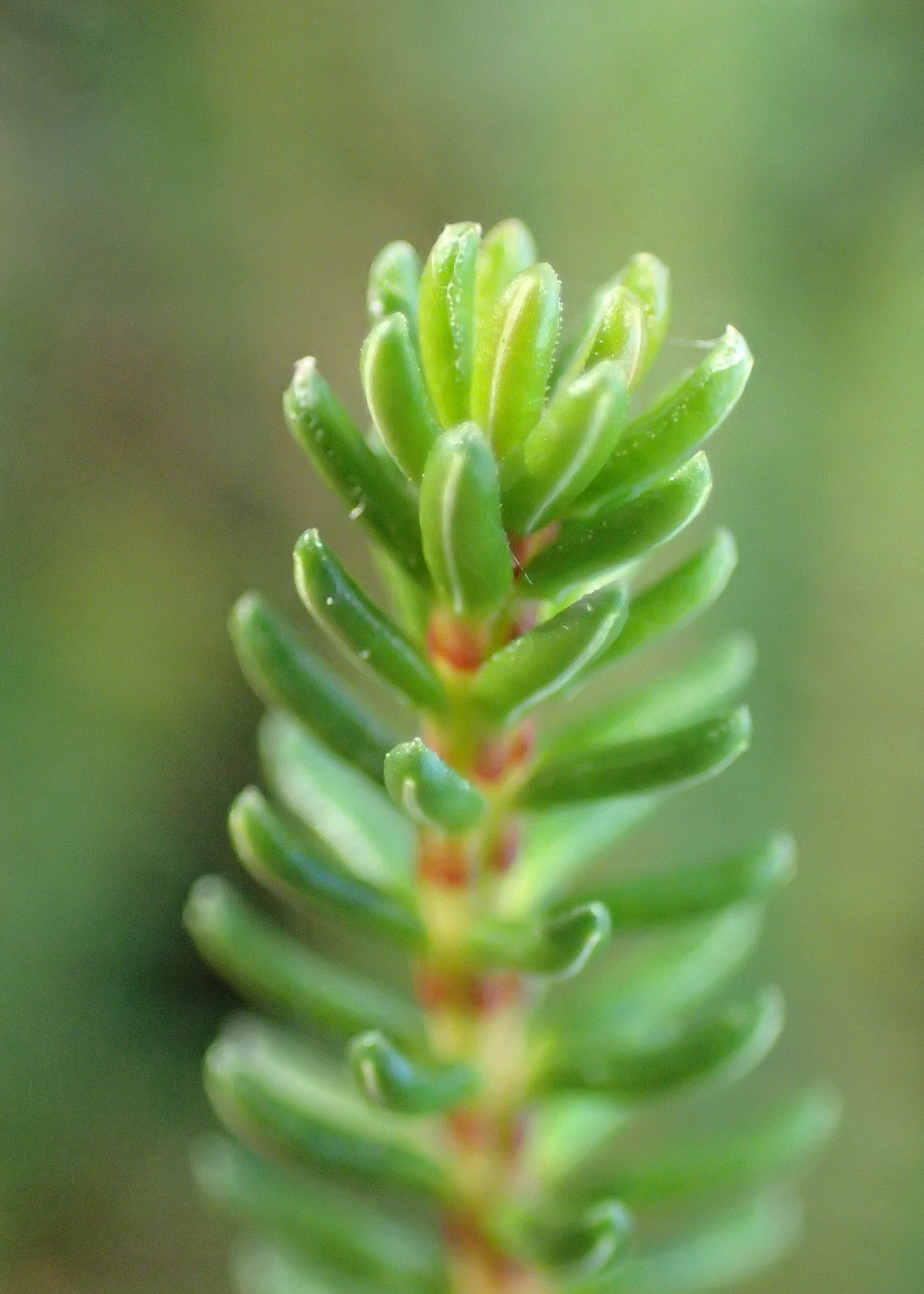
Liście E. nigrum subsp. nigrum

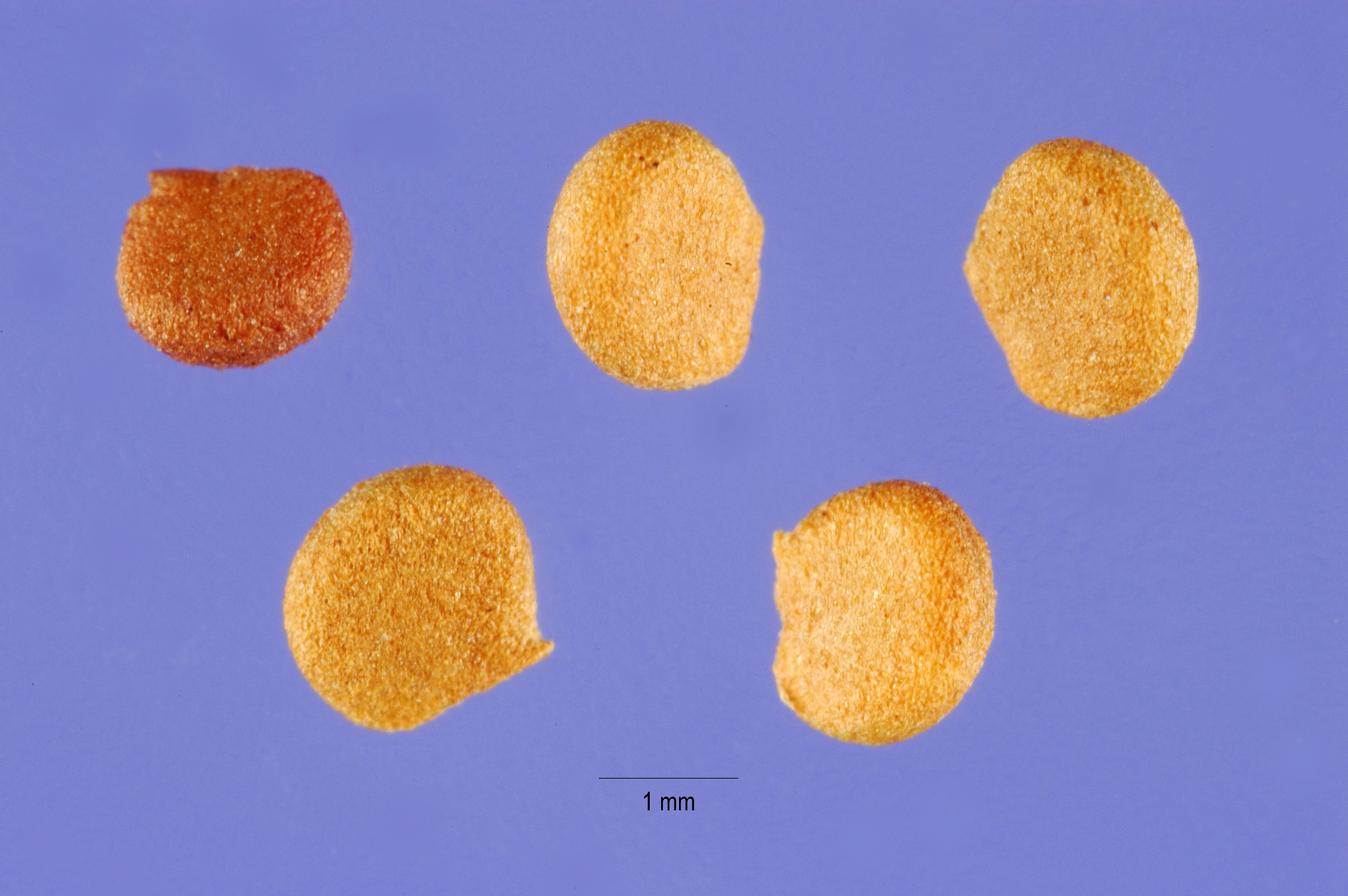
Nasiona

Opis poniższy dotyczy budowy roślin podgatunku typowego. U pozostałych podgatunków występują odmienne cechy pokroju, budowy liści i kwiatów opisane w sekcji „Systematyka i zmienność”.
PokrójKrzewinka luźnokępkowa, o wiotkich silnie rozgałęzionych pędach osiągających zwykle do ok. 1 m długości. Młode pędy wznoszą się, są czerwonawe, nagie lub rzadko gruczołowato owłosione. Gruczołki drobne, czerwone. Starsze pędy pokładają się, mają łuszczącą się korę i czerwonobrunatną barwę. Rośliny osiągają wysokość do 50 cm, ale zwykle są niższe.
KorzenieKorzeń pierwotny bardzo mocny i głęboki. Korzenie przybyszowe liczne, penetrują powierzchniową warstwę gleby do ok. 10 cm głębokości. Rozwijać się mogą w miejscach, gdzie pokładające się pędy wchodzą w kontakt z glebą. Korzenie pozbawione są włośników.
LiścieSkrętoległe i gęste, czasem okółkowe. Krótkoogonkowe, skórzaste (choć przy tym delikatne), zawsze zielone, błyszczące. Blaszka jest wąsko eliptyczna – osiąga od 4 do 5, rzadko 7 mm długości, przy szerokości ok. 1–1,2 mm (rzadko do 1,5 mm). Liście są bardzo silnie podwinięte na brzegu i tu za młodu nieco gruczołkowane. Podwinięte brzegi liścia tworzą zamkniętą przestrzeń od spodu widoczną w postaci białej, wgłębionej linii (tylko w jej obrębie znajdują się aparaty szparkowe). Koniec liścia jest tępy do zaokrąglonego. Liście z wiekiem stają się nagie, z wyjątkiem włosków wyrastających od spodu w obrębie zamkniętej przez podwinięte brzegi przestrzeni.
KwiatyKwiaty trzykrotne, u formy typowej zwykle jednopłciowe (roślina dwupienna). Rozwijają się na krótkich szypułkach w kątach liści w szczytowych partiach pędów, w skupieniach po 2–3. Na roślinach z kwiatami żeńskimi na jednym pędzie występuje około 6 kwiatów, na pędach roślin z kwiatami męskimi kwiaty są bardziej liczne. Działki kielicha wolne, długości do 1,5 mm. Trzy płatki korony są dwa razy dłuższe i także są wolne. Płatki kwiatów męskich są różowe, a żeńskich czerwone. Pręciki są trzy (czasem cztery), międzyległe płatkom, o nitkach dwa razy lub nieco nawet bardziej dłuższych od płatków. Pylniki bez rożków. Zawierają pyłek skupiony w tetrady (po 4) o średnicy 22 do 35 μm. W kwiatach żeńskich występują bardzo zredukowane prątniczki. Słupek jest pojedynczy, górny, o krótkiej szyjce i wielołatkowym, gałązkowatym znamieniu. Pękata zalążnia zawiera 6 do 9 komór.
OwoceKuliste, czarne po dojrzeniu, mięsiste i soczyste pestkowce o średnicy 7–8 mm (czasem drobniejsze – od 4 mm średnicy). Zawierają najczęściej 8–9 nasion (rzadziej od 6 do 11). Nasiona do 2 mm długości i 1 mm szerokości. Masa 100 nasion wynosi od 0,09 do 0,13 g.

## Biologia

### Rozwój
Bażyna czarna jest wieloletnim, zimozielonym, drewniejącym chamefitem i nanofanerofitem. Pojedyncze osobniki dzięki płożącym, rozgałęziającym się i korzeniącym pędom pokryć mogą znaczny obszar – rozmnażanie wegetatywne odpowiada prawdopodobnie za powstawanie rozległych kolonii tego gatunku, najwyraźniej nierzadko powstających z jednego nasiona. W ciągu jednego roku pędy bażyny przyrastają zazwyczaj o ok. 10 cm, maksymalnie do 15 cm. Krzewinki bażyny są długowieczne – najstarsze badane pędy miały 140 lat.
KwitnieniePąki kwiatowe formują się już w ciągu lata poprzedzającego kwitnienie i są w pełni rozwinięte do września. Termin kwitnienia jest zmienny w zależności od wysokości nad morzem, szerokości geograficznej i warunków klimatycznych. Kwitnienie zaczyna się już w końcu marca i trwa do maja, a według polskich autorów do czerwca. Intensywność kwitnienia jest zmienna w różnych latach. Owoce dojrzewają na Wyspach Brytyjskich w lipcu, w Polsce od sierpnia do października. Roślina obupłciowa (podgatunek typowy) lub dwupienna (zasadniczo w przypadku podgatunków innych niż typowy). Kwiaty są wiatropylne, choć stwierdzano też muchówki wabione do kwiatów wydzieliną znamion lub czerwonym kolorem kwiatów. Mimo wiatropylności pyłek nie jest przenoszony na większe odległości.
RozsiewanieBażyna rozmnaża się w skali lokalnej głównie wegetatywnie, bardzo słabo zaś z nasion. Te ostatnio są słabo zawiązywane zwłaszcza w południowej części zasięgu na obszarach niżej położonych. Nasiona zawarte w owocach spożytych przez zwierzęta (głównie ptaki) są przez nie rozprzestrzeniane. Pozostałe owoce – zwykle większość – opadają w pobliżu rośliny macierzystej. Nasiona pozostają uśpione zwykle przez kilka lat. Także przejście przez przewód pokarmowy ptaków nie przerywa uśpienia.
SiewkiSą rzadko obserwowane, a te które się rejestruje w dużym stopniu zamierają podczas pierwszej zimy. Kiełkowanie następuje latem. Hipokotyl osiąga 0,7–1 cm długości, jest nagi i zielny. Dwa liścienie są siedzące, nagie, mają kształt eliptycznie lancetowaty o zbiegającej nasadzie i zaokrąglonym szczycie, osiągają 2–3,5 mm długości. Epikotyl osiąga 2 mm długości i pokryty jest gruczołowatymi włoskami. Młode rośliny w pierwszym roku wykształcają łodygę długości ok. 1 cm z 2–4 liśćmi ponad liścieniami. Liście te są naprzeciwległe, siedzące, eliptycznie lancetowate, o długości do 2,5 mm. Pokryte są krótkimi, gruczołowatymi włoskami. Dopiero w trzecim roku życia rozwija się z pąka śpiącego pęd boczny, którego rozwój zaczyna dominować nad wcześniej prosto w górę rosnącym pędem pierwotnym.

### Cechy fitochemiczne
W zielu bażyny stwierdzono obecność trującej grajanotoksyny (andromedotoksyny), poza tym innych glikozydów (np. empetryny). Z flawonoidów bażyna zawiera: kemferol, kwercetynę, rutynę, z kwasów organicznych: ursolowy, elagowy i kawowy, poza tym m.in. taniny i cyjanidynę.
Owoce cechują się dużą zawartością witaminy C i K, poza tym błonnika, antyoksydantów (mają ich nawet więcej od borówek). W świeżych owocach stwierdzono 39 ± 2 mg/100 g polifenoli (badano rośliny z Korei, a więc prawdopodobnie E. nigrum subsp. asiaticum) oraz 460–503 mg/100 g antocyjanów. Szczególnie bogaty jest skład flawonoli. Kwercetyny stwierdzono od 23 ± 1,5 do 37,2 ± 2,89 mg/100 g, kemferolu – 21,5 ± 0,5 mg/100 g, obecna jest też mirycetyna. Stwierdzono też w owocach kwasy fenolowe (kawowy, galusowy, protokatechowy, cynamonowy, ferulowy i kumarowy). W sumie zawartość kwasów fenolowych w świeżej masie owoców wynosi 12,1 ± 0,80 mg/100 g, przy czym najwięcej jest kwasu p-kumarowego. Owoce zawierają 2,8 ± 0,1 g/100 mL glukozy, 2,6 ± 0,1 g/100 mL fruktozy oraz 0,02 g/100 mL inozytolu oraz ok. 6,6% białek. Zawartość i skład chemiczny owoców jest zmienny w różnych obszarach i różnych warunkach klimatycznych. Szczegółowy skład i wartości odżywcze owoców z Alaski podane zostały niżej w tabeli w sekcji „Roślina jadalna”.
W nasionach znajduje się od 3,9 do 11,4% olejów roślinnych.

### Genetyka
U wąsko ujmowanej taksonomicznie bażyny czarnej lub podgatunku Empetrum nigrum subsp. nigrum liczba chromosomów wynosi 2n=26 (x=13). Tyle samo chromosomów mają prawdopodobnie pozostałe diploidy o kwiatach głównie jednopłciowych i roślinach dwupiennych (E. nigrum subsp. sibiricum, subsp. asiaticum, subsp. kordakovii), jednak brak dla nich takich danych. Rośliny o kwiatach obupłciowych z pozostałych włączanych tu podgatunków lub wydzielanych jako osobne gatunki są tetraploidami (4x): 2n = 56 (liczne potwierdzenia w przypadku E. nigrum subsp. hermaphroditum, przy braku danych dla pozostałych taksonów).

## Ekologia

### Siedlisko

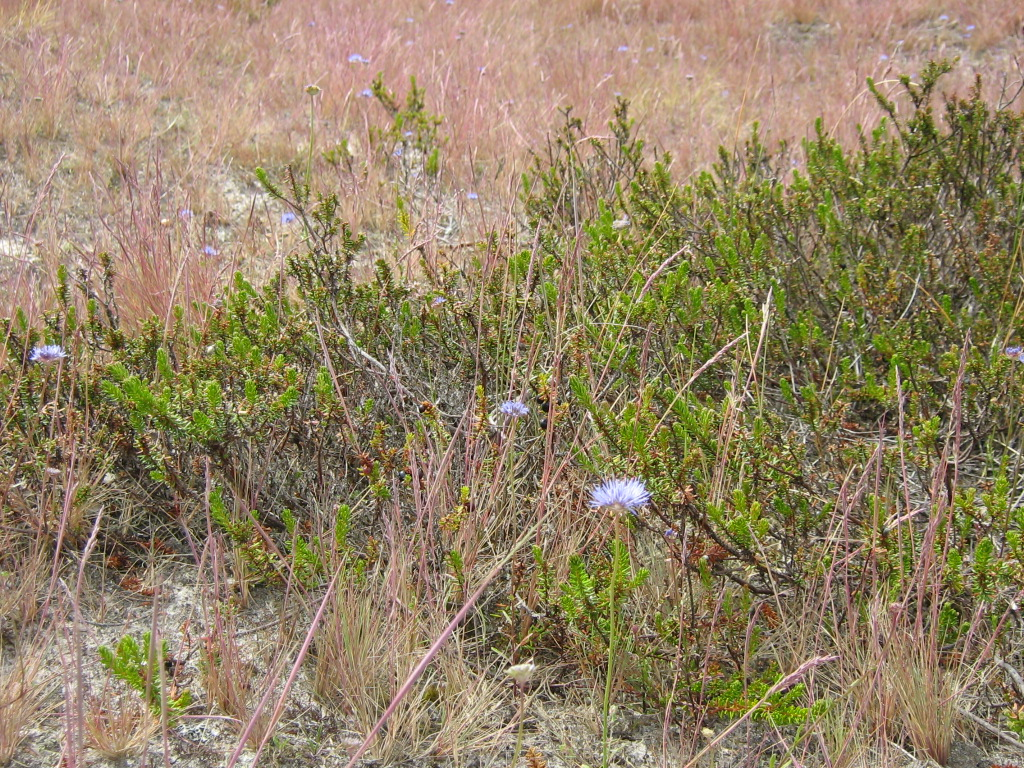
Bażyna czarna w murawie napiaskowej na wydmie w Słowińskim Parku Narodowym

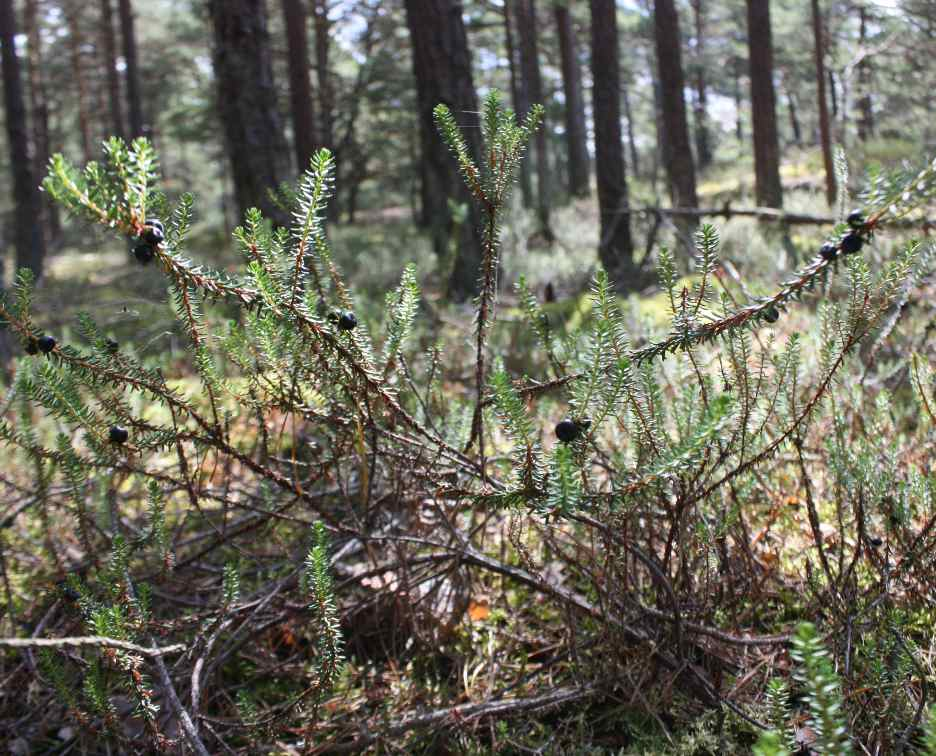
Bażyna czarna w borze bażynowym w Słowińskim Parku Narodowym

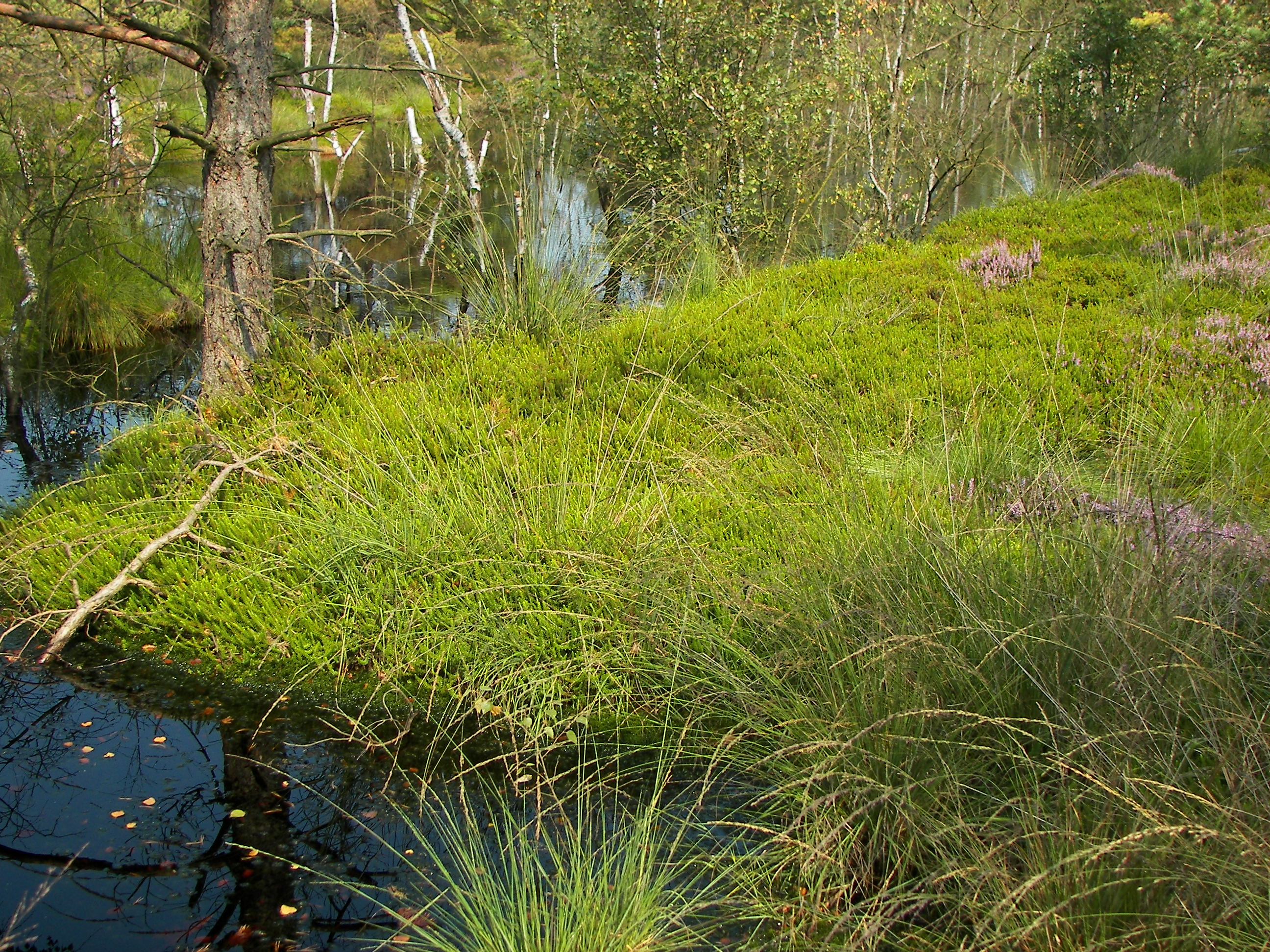
Bażyna czarna na torfowisku mszarnym

W południowej części zasięgu bażyna jest reliktem polodowcowym. Gatunek wykazuje adaptację i przywiązanie do klimatu chłodnego, jednak przemarza podczas bardzo mroźnych zim w przypadku braku pokrywy śnieżnej. Z drugiej strony wymaga stosunkowo szybkiego ustąpienia pokrywy śnieżnej ze względu na wczesne kwitnienie. Odpowiednio chłodny okres jest niezbędny dla dojrzenia nasion. Gatunek wykazuje także przywiązanie do obszarów o klimacie odpowiednio wilgotnym – wysoka wilgotność powietrza w okresie letnim jest niezbędnym warunkiem prawidłowego wzrostu. Obszar występowania gatunku jest także skorelowany z obszarami o wyższym zachmurzeniu. Bażyna, dzięki niskiemu wzrostowi, dobrze znosi ekspozycję na silne wiatry. W miejscach na nie eksponowanych rośliny mają skrócone międzywęźla i tworzą niskie, gęste maty przy powierzchni ziemi. Źle rośnie przy silnym zacienieniu i w północnej części zasięgu wymaga siedlisk nasłonecznionych, w południowej jednak rośnie w miejscach nieco osłoniętych, często pod luźnym okapem drzew iglastych, pozwalającym na zachowanie odpowiedniej wilgotności powietrza.
Rośnie na bardzo różnych glebach, ale preferuje ubogie, kwaśne i wilgotne gleby torfowe. Na bardzo mokrych obszarach preferuje gleby o większej przepuszczalności, lepiej drenowane – źle znosi długotrwałe stagnowanie wody o wysokim poziomie. W miejscach bardzo wilgotnych, np. mszarze tworzonym przez torfowce, pędy bażyny są słabo rozgałęzione i silnie wydłużone. Jest psychrofitem – kseromorficzna budowa liści jest adaptacją do życia w klimacie chłodnym, w którym występuje ograniczona dostępność wody z powodu niskich temperatur.
Gatunek jest bardzo tolerancyjny pod względem odczynu gleby – notowany był przy pH wynoszącym od 2,5 do co najmniej 7,7, ale także na glebach mocno wapiennych. Dobrze rośnie na brzegach morskich narażony na wpływ słonych aerozoli i nie wykazał negatywnej reakcji w badaniu symulującym wystąpienie kwaśnych deszczów.
Generalnie bażyna jest wrażliwa na działanie ognia, przy czym zdolność przetrwania pożaru najwyraźniej zależy od jego wielkości. Jednak nawet jeśli podziemne organy przeżyją stosunkowo krótkotrwały, powierzchowny pożar – zdolność rośliny do odrastania nie jest wielka. Odtworzenie pokrycia sprzed pożaru może zająć bażynie 20 do 30 lat.
Maty tworzone przez pędy oraz korzenie bażyny odgrywać mogą istotną rolę chroniącą glebę, zwłaszcza w miejscach eksponowanych na wiatry oraz na stromych skarpach. Gatunek odgrywa istotną rolę w rekultywacji wyrobisk, zwłaszcza w strefie tundry. Jest rośliną pionierską na lawiniskach, wydmach piaszczystych, ale też utrzymuje się z powodzeniem w starych lasach.
Występuje na obszarach położonych od brzegów morskich po piętro alpejskie w górach.

### Fitosocjologia i interakcje międzygatunkowe
Bażyna czarna spotykana jest w bardzo zróżnicowanych zbiorowiskach roślinnych, ale najczęściej na wrzosowiskach, torfowiskach i w murawach. Występuje także w różnorodnych lasach iglastych (w Ameryce Północnej z dominacją w drzewostanie: świerka czarnego, białego lub sosny wydmowej; w Europie w borach z sosną zwyczajną), na wydmach nadmorskich, w Arktyce także w strefie górnej plaży oraz w tundrze (podgatunek obupłciowy).
W Europie bażyna rośnie w zbiorowiskach leśnych z sosną zwyczajną i brzozami, zarówno w kompleksach borów na ubogich glebach z próchnicą typu mor (nad Bałtykiem tylko w pasie nadmorskim, tworząc charakterystyczne bory bażynowe Empetro nigri-Pinetum), jak i na glebach torfowych w borach i brzezinach bagiennych. Zwykle tworzy maty między drzewami, a przy ich pniach podnosi się krzaczkowato. Dla borów bażynowych jest gatunkiem wyróżniającym, występując w nich często masowo. Obecność bażyny uznawana jest także za element pozwalający na odróżnienie ich płatów przejściowych w stosunku do suboceanicznego boru świeżego i kwaśnych lasów brzozowo-dębowych.
Jako gatunek pionierski rośnie na wydmach, zwykle w pasie nadmorskim, tworząc w Europie suche wrzosowiska z udziałem głównie wrzosu, turzycy piaskowej, mietlic i często z dużym pokryciem porostów. W klasyfikacji zbiorowisk roślinnych Europy Środkowej bażyna jest uznawana za gatunek charakterystyczny dla nadmorskich wrzosowisk bażynowych Empetrion nigri. Związek ten obejmuje zespół roślinności – suche wrzosowisko bażynowe Carici arenariae-Empetretum nigri oraz wrzosowisko brusznicowo-bażynowe (zbiorowisko Empetrum nigri-Vaccinium vitis-idaea). Wzdłuż wybrzeży Europy zachodniej rośnie bażyna we wrzosowiskach ze stałym udziałem śmiałka pogiętego, wrzośca popielatego i kostrzewy żyworodnej, rzadko notowana jest także w nawapiennych zbiorowiskach krzewinkowych z dębikiem i mącznicą.
Jest też bażyna komponentem wilgotnych wrzosowisk i zbiorowisk mszarnych z dominacją wrzośca bagiennego, wrzosu, wełnianki pochwowatej i wąskolistnej, zwykle na kożuchu torfowców. W zbiorowiskach takich ma bardziej ażurowy pokrój niż na siedliskach suchych. Dalej na północy rośnie na torfowiskach z udziałem brzozy niskiej i maliny moroszki oraz w zbiorowiskach z wełnianeczką darniową, wrzosem i wełnianką pochwowatą, przy czym w zbiorowiskach tych w wyższych położeniach podgatunek typowy zastępowany jest zwykle przez bażynę czarną obupłciową E. nigrum subsp. hermaphroditum.
W północnej Europie bażyna występuje także w zbiorowiskach trawiastych na kwaśnych glebach, wśród takich gatunków traw jak: bliźniczka psia trawka, śmiałek pogięty, kostrzewa owcza i czerwona.
W górach rośnie w wilgotnych zaroślach kosodrzewiny na grubej warstwie kwaśnej próchnicy oraz na torfowiskach i halach górskich. Bażyna czarna dominuje w płatach zespołu Vaccinio-Empetrum nigri, opisanego z eksponowanych skał piaskowcowych w Górach Stołowych i Tatr Bielskich. Bażyna czarna obupłciowa rośnie głównie w zbiorowiskach z dominacją kosodrzewiny i niewielkim udziałem borówki halnej oraz na torfowiskach wysokich w zespole Oxycocco microcarpi-Empetrion hermaphroditi, rzadziej w borówczyskach i wrzosowiskach z borówką czarną, halną i brusznicą oraz z wrzosem.
Bażyna źle znosi konkurencję borówki czarnej, ustępując w przypadku jej silnego wzrostu. Z drugiej strony bażyna nierzadko dominuje w miejscach występowania tworząc płaty niemal jednogatunkowe i znacznie ograniczając rozwój innych roślin. Na obszarach gdzie ograniczone jest żerowanie roślinożerców i rzadkie są inne zaburzenia oddziałujące na runo stanowić może problem dla odnowienia lasu (zarówno naturalnego, jak i sztucznego). Za allelopatyczne oddziaływanie odpowiadać ma związek fenolowy batatasin-III i bibenzyl. Uwalniane są one w liściach i dostają się po ich opadnięciu do gleby oraz spłukiwane są do niej przez deszcze i śnieg. Pogarszają one możliwość kiełkowania innych roślin oraz osłabiają aktywność mikrobiologiczną i enzymatyczną gleby.
Korzenie bażyny wchodzą w symbiozę z grzybami mikoryzowymi z rodzajów Mortierella, Cladosporium i Oidiodendron tworząc typową dla wrzosowatych mikoryzę erikoidalną.
Gęste maty niskich, płożących pędów bażyny stanowią istotne siedlisko dla bytowania gryzoni i innych drobnych zwierząt.
Pędy bażyny nie są zgryzane przez owce i większość jeleniowatych, ale chętnie żywią się nimi głuszcowate i pardwy. Owoce stanowią pożywienie dla licznych ssaków. Jedzą je np. lisy, wiewiórki i renifery, dla niedźwiedzi są ważnym źródłem pożywienia zwłaszcza po wybudzeniu się ze snu zimowego. Odgrywają kluczową rolę w jesiennej diecie nornic. Stanowią pokarm dla co najmniej 40 gatunków ptaków (np. wrony siwej, śnieguły zwyczajnej, gęsi, sieweczek, srok, kruków, cietrzewi, drozdowatych, kulików, mew, rybitw i wydrzyków).

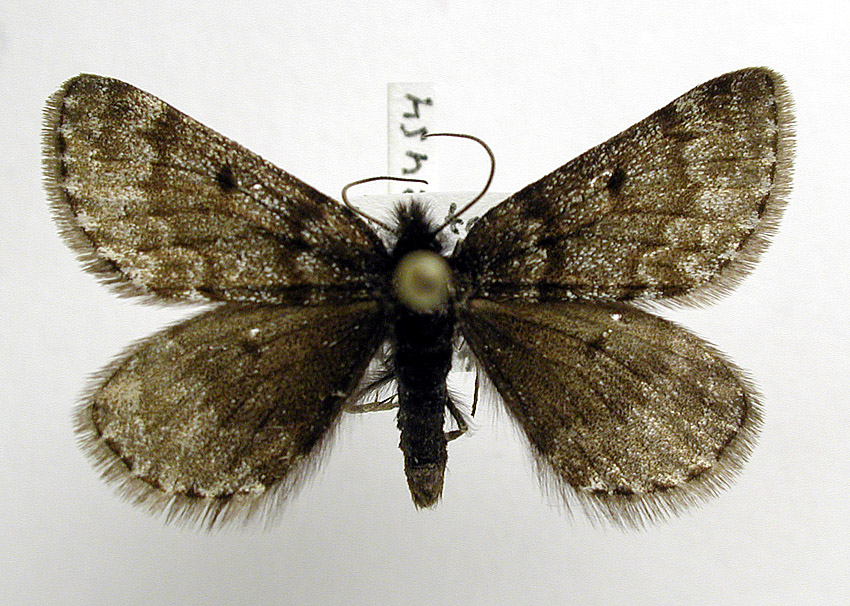
Miernikowiec Glacies coracina, dla którego larw bażyna jest podstawową rośliną pokarmową

Bażyną żywi się także szereg bezkręgowców. Z roztoczy tworzy na niej galasy i powoduje chlorotyczne zmiany liści Aceria empetri (bażyna jest jedynym gatunkiem pokarmowym tego gatunku). Na roślinie żerują: Eremocoris fenestratus, Ericaphis latifrons i Fimbriaphis fimbriata (pluskwiaki różnoskrzydłe). Jest ona rośliną pokarmową dla gąsienic licznych gatunków motyli. Z modraszkowatych korzysta z niej zieleńczyk ostrężyniec; z miernikowcowatych: Glacies coracina (bażyna jest podstawową rośliną żywicielską larw), Carsia sororiata, Entephria caesiata, Idaea contiguaria i Eulithis populata; z sówkowatych: Amathes alpicola, Anarta melanopa, Coenophila subrosea, Paradiarsia glareosa i Xestia alpicola; z kraśnikowatych: Zygaena exulans (bażyna jest podstawową rośliną żywicielską); ze skośnikowatych: Prolita sexpunctella i ze Scythrididae: Scythris empetrella.
Na żywych i martwych liściach bażyny rozwijają się takie grzyby jak: Phaeangellina empetri (tocznikowce), Duplicaria empetri i Pseudophacidium smithianum (facydiowce), Physalospora empetri i Didymosphaeria empetri (kuliste), Chrysomyxa empetri (rdzowce), Glomospora empetri (moniliowce), Botryosphaeria hyperborea (Botryosphaeriales) i Arwidssonia empetri (próchnilcowce). Rośliny bywają też atakowane i uśmiercane przez Phytophthora kernoviae (wroślikowce).

## Systematyka i zmienność

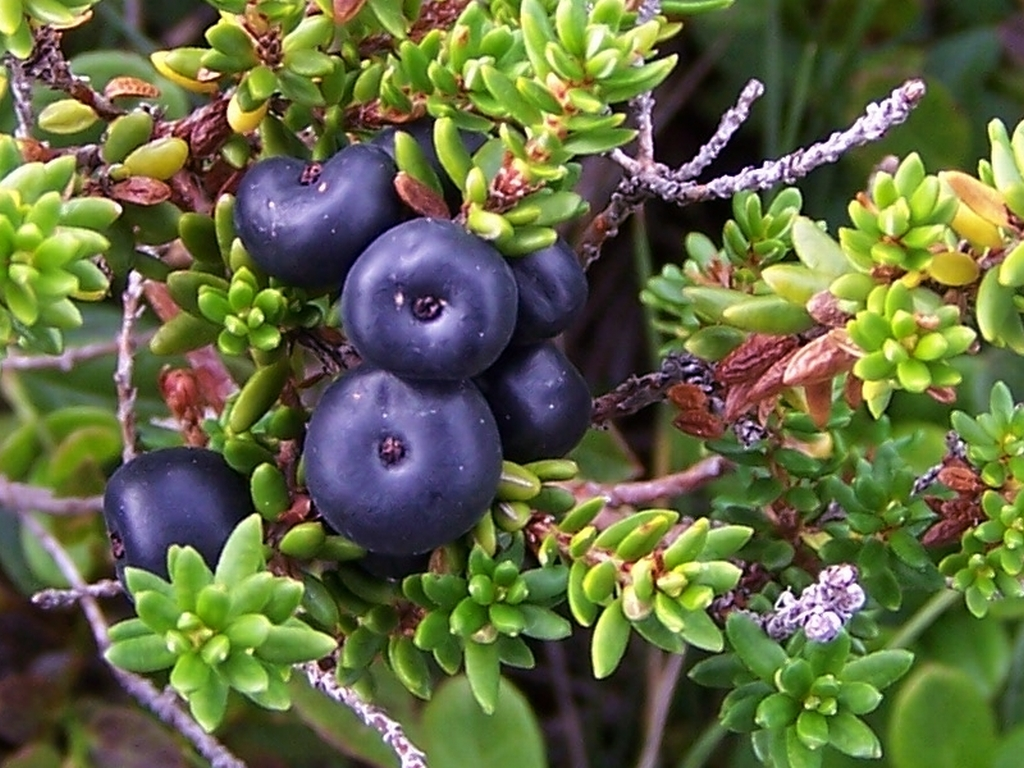
E. nigrum subsp. hermaphroditum z Tatr

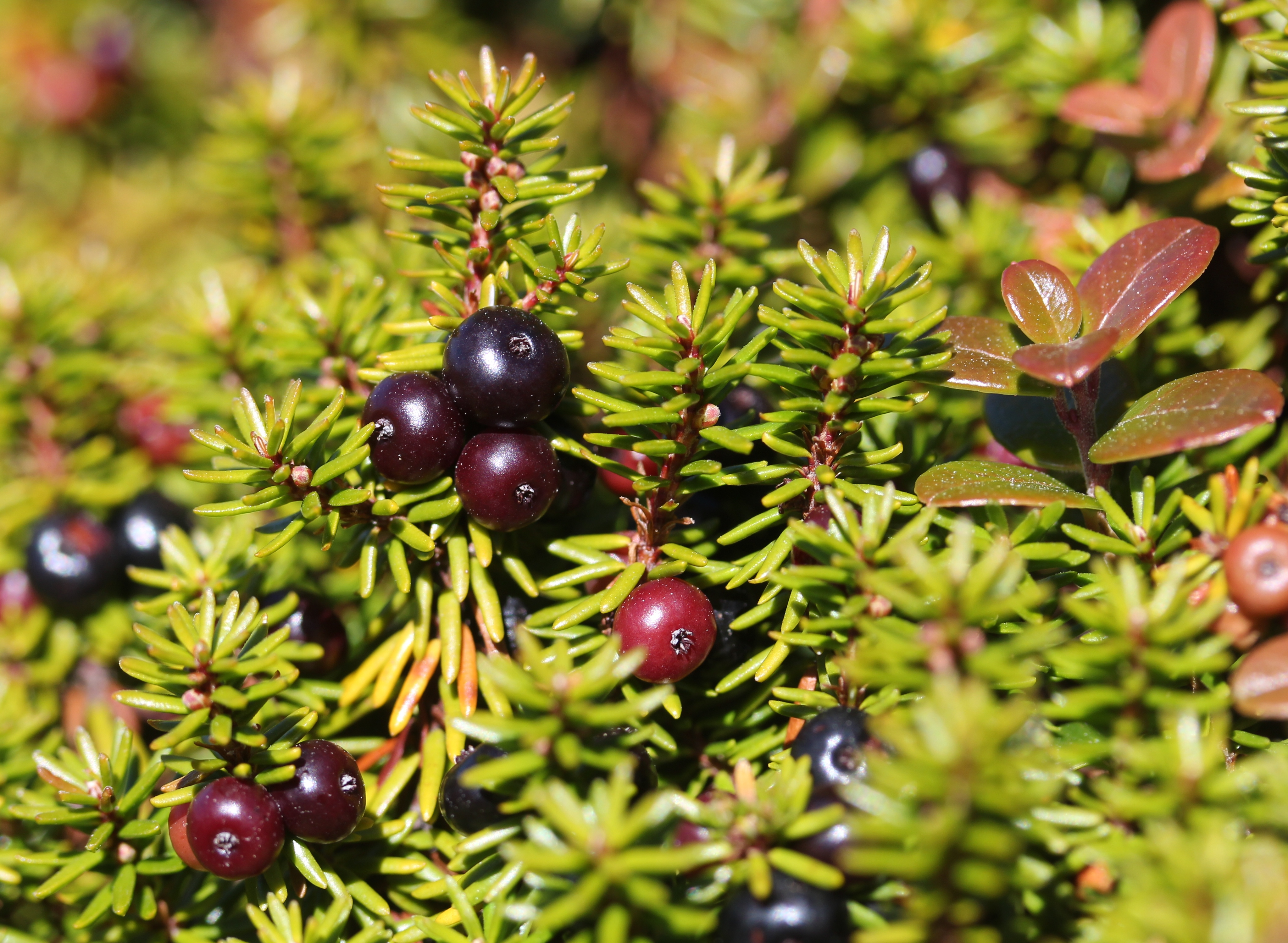
E. nigrum subsp. asiaticum z Japonii

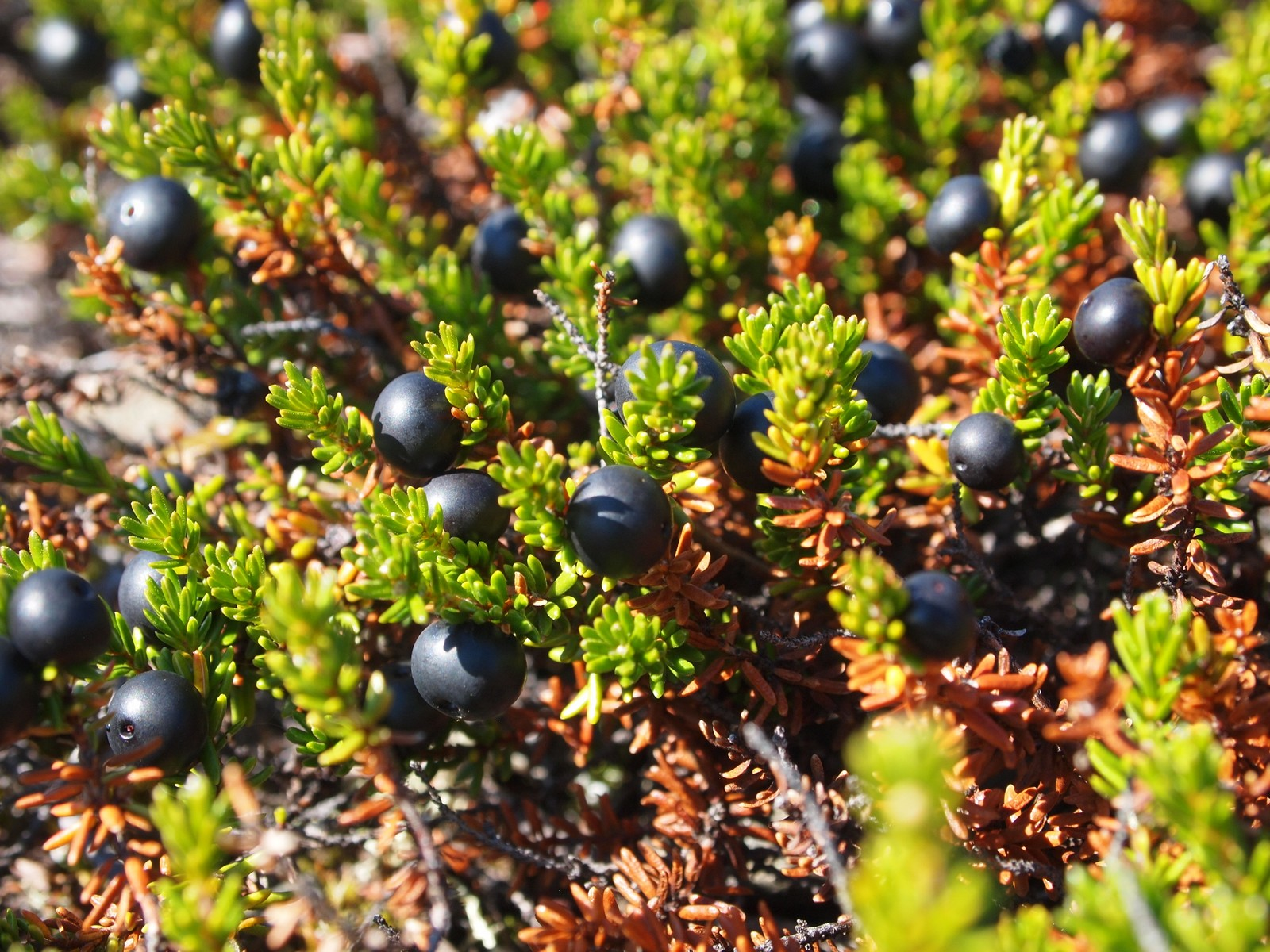
E. nigrum subsp. subholarcticum z Alaski

Status taksonomiczny gatunku i blisko z nim spokrewnionych jest przedmiotem dyskusji. W szerokim ujęciu Empetrum nigrum jest jednym z 2–3 gatunków w rodzaju Empetrum i obejmuje szereg podgatunków, w wąskim ujęciu jest jednym z kilkunastu gatunków w obrębie rodzaju. Z badań genetycznych wynika, że diploid Empetrum nigrum jest grupą bazalną dla wielokrotnie powstających w różnych miejscach tetraploidów, co skutkować ma trudną do segregacji zmiennością genetyczną. Wskazuje się jako niejednoznaczny związek między ploidalnością a dwupiennością lub obupłciowością tych roślin – na biologię rozrodu istotny wpływ mogą bowiem mieć czynniki środowiskowe. Potwierdzają to znajdowane rośliny z kwiatami obupłciowymi o pozostałych cechach właściwych dla podgatunku typowego.
Formy tetraploidalne w efekcie we Flora of North America nie są uznawane za na tyle odległe, by mogły być traktowane jako odrębne gatunki. Także Flora Europaea kwestionuje znaczenie ploidalności jako wystarczającego uzasadnienia podniesienia taksonów powstałych w wyniku zwielokrotnienia chromosomów do rangi gatunku. Również The Plant List uznaje tetraploidy za podgatunki.
Z kolei przy nadaniu priorytetu dla cechy płciowości kwiatów zaproponowano podział wszystkich taksonów w obrębie Empetrum nigrum sensu lato między trzy podgatunki: E. nigrum subsp. nigrum (rośliny dwupienne), E. nigrum subsp. hermaphroditum (rośliny o kwiatach obupłciowych), E. nigrum subsp. subholarcticum (rośliny o kwiatach zarówno jedno-, jak i obupłciowych). Czasem grupuje się wszystkie taksony dwupienne (o kwiatach jednopłciowych, liściach węższych i dłuższych) jako E. nigrum subsp. nigrum, a resztę (o kwiatach zasadniczo obupłciowych, o liściach krótszych i bardziej eliptycznych) jako E. nigrum subsp. hermaphroditum.
W piśmiennictwie polskim tradycyjnie wyróżnia się raczej jako odrębne gatunki obie formy bażyn występujące w kraju tj. bażynę czarną E. nigrum i obupłciową E. hermaphroditum.
Przegląd taksonów włączanych do Empetrum nigrum:
- Empetrum nigrum subsp. nigrum – podgatunek nominatywny – jego opis rozmieszczenia i morfologii znajduje się w sekcjach poprzedzających. W obszarach i miejscach o surowszych warunkach klimatycznych (bliżej Arktyki i w obszarach górskich) ustępuje podgatunkowi hermaphroditum i pozostałym tetraploidom[37]. Diploid: 2n = 26[10][37].
- Empetrum nigrum subsp. albidum (V.N.Vassil.) Kuvaev – roślina dwupienna, podobna do subsp. asiaticum i subsp. sibiricum, ale młode pędy wełnisto-biało owłosione, bez gruczołków, liście do 9 mm długości. Występuje na Kurylach i Sachalinie[7].
- Empetrum nigrum subsp. androgynum (V.N.Vassil.) Kuvaev – kwiaty obupłciowe, młode pędy owłosione, liście równowąskie, od spodu bez zagłębienia[7].
- Empetrum nigrum subsp. asiaticum (Nakai ex H.Ito) Kuvaev (syn. Empetrum nigrum var. japonicum Siebold & Zucc. ex K.Koch) – roślina dwupienna, liście równowąskie, do 7 mm długości, słabo ząbkowane na brzegu, błyszczące. Młode pędy nagie lub rzadko ogruczolone[7]. Występuje w północnej i centralnej Japonii, na Wyspach Kurylskich[5], w Korei[41] oraz na Sachalinie[7]. Czasem utożsamiany z subsp. sibiricum[7] lub włączany do tego podgatunku lub gatunku (w zależności od ujęcia) jako odmiana – var. japonicum (Siebold & Zucc. ex K.Koch) Tzvel[42].
- Empetrum nigrum subsp. caucasicum (Juz.) Kuvaev – kwiaty obupłciowe, pędy nagie lub bardzo krótko owłosione, liście o powierzchni pomarszczonej, matowe, na brzegu ząbkowane[7]. Występuje na Kaukazie[10][7].
- Empetrum nigrum subsp. hermaphroditum (Hagerup) Böcher (≡ Empetrum hermaphroditum Hagerup)[36][40] – bażyna czarna obupłciowa – występuje na Grenlandii (tu znajduje się miejsce typowe (locus typicus) skąd pochodzi holotyp – okaz typowy[8]), Islandii, Półwyspie Skandynawskim, zachodniej Syberii oraz w górach Europy. W Polsce w Tatrach, na Babiej Górze, Pilsku oraz w Bieszczadach Zachodnich[10]. Rośliny gęstokępkowe o pędach zielonkawych, wzniesionych ku górze, krótkich (rzadko przekraczają 0,5 m długości[37]), nie korzeniących się[37]. Kwiaty obupłciowe[10], z trwałymi pręcikami, zachowującymi się także podczas owocowania[37]. Liście mniej niż 3 razy dłuższe niźli szerokie[10], dlatego krawędzie łukowate (u formy typowej brzegi częściowo przynajmniej są równoległe)[5]. Rośnie w tundrze[16] oraz w wysokogórskich wrzosowiskach, borówczyskach, zaroślach kosodrzewiny oraz w murawach[27].
- Empetrum nigrum subsp. kardakovii (V.N.Vassil.) Kuvaev (≡ Empetrum kardakovii V.N.Vassil.)[36] – występuje na Wyspach Komandorskich. Rośliny płożące. Pędy wyraźnie ogruczolone i pokryte białymi, prostymi włoskami. Bez kędzierzawych włosków na górnej powierzchni liści[36]. Liście gęste[7]. Rośliny dwupienne z kwiatami jednopłciowymi. Owoce czerwone, półprzejrzyste[36].
- Empetrum nigrum subsp. sibiricum (V.N.Vassil.) Kuvaev – roślina dwupienna, liście drobne, eliptyczne do słabo równowąskich, do 3–5 mm długości, na brzegu zwykle drobnopiłkowane, matowe. Młode pędy silnie ogruczolone. Występuje na Syberii[7]. Tego podgatunku (ze względu na zestaw cech) dotyczy informacja o występowaniu na północnych krańcach Chin podana we Flora of China E. nigrum var. japonicum (syn. E. sibiricum)[6].
- Empetrum nigrum subsp. subholarcticum (V.N.Vassil.) Kuvaev (≡ Empetrum subholarcticum V.N.Vassil.)[36] – występuje na Syberii i w zachodniej części Ameryki Północnej. Rośliny płożące, wyraźnie ogruczolone, niemal bez włosków pojedynczych, także bez kędzierzawych włosków na górnej powierzchni liści[36]. Rośliny zazwyczaj dwupienne z kwiatami jednopłciowymi, ale także z kwiatami obupłciowymi[7]. Owoce czarne[36]. W obrębie tego taksonu wyróżniana jest forma – f. stenopetalum V.N.Vassil., która bywa podnoszona do rangi nawet osobnego gatunku Empetrum stenopetalum V.N.Vassil[42].

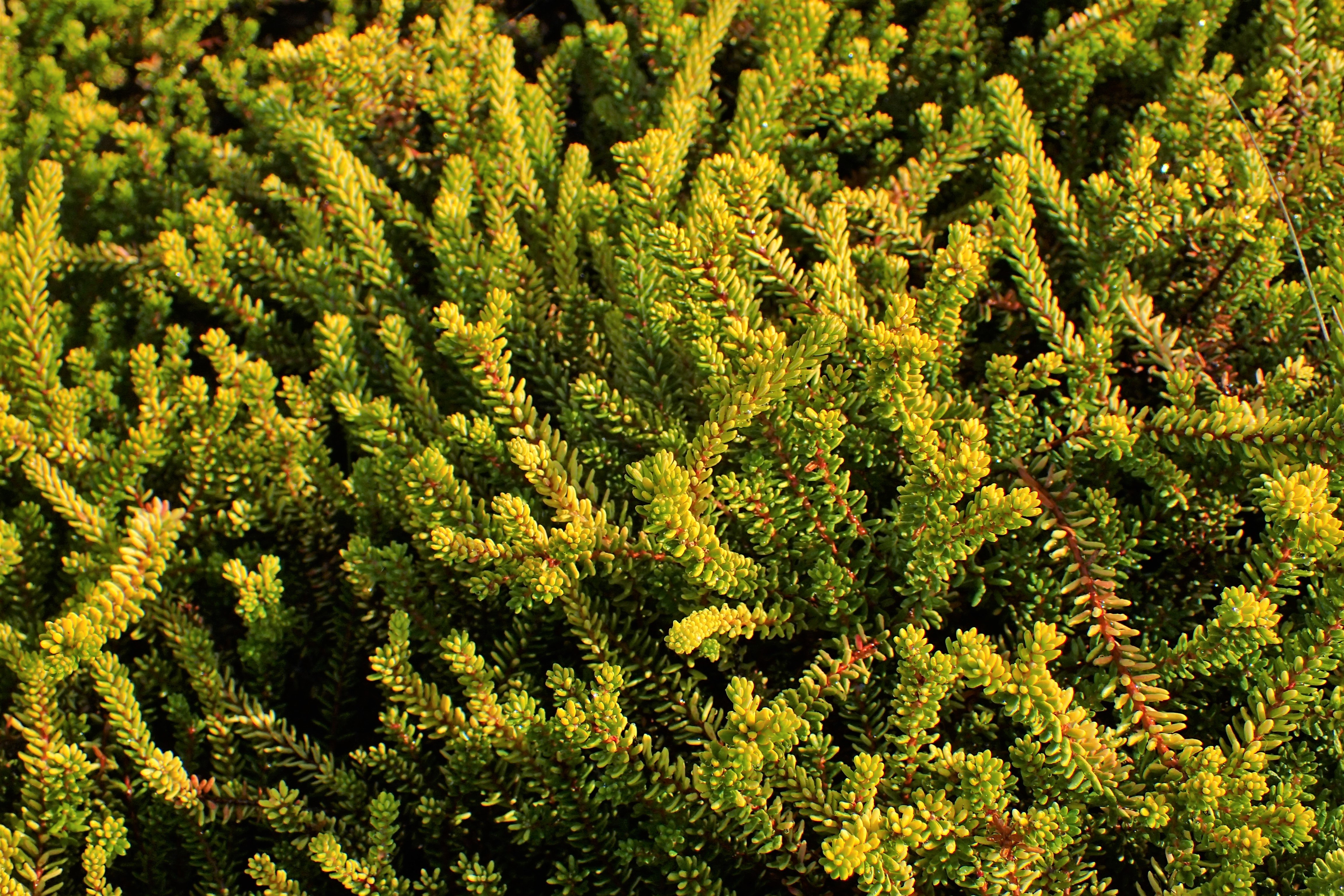
Bażyna czarna odmiany 'Berstein'

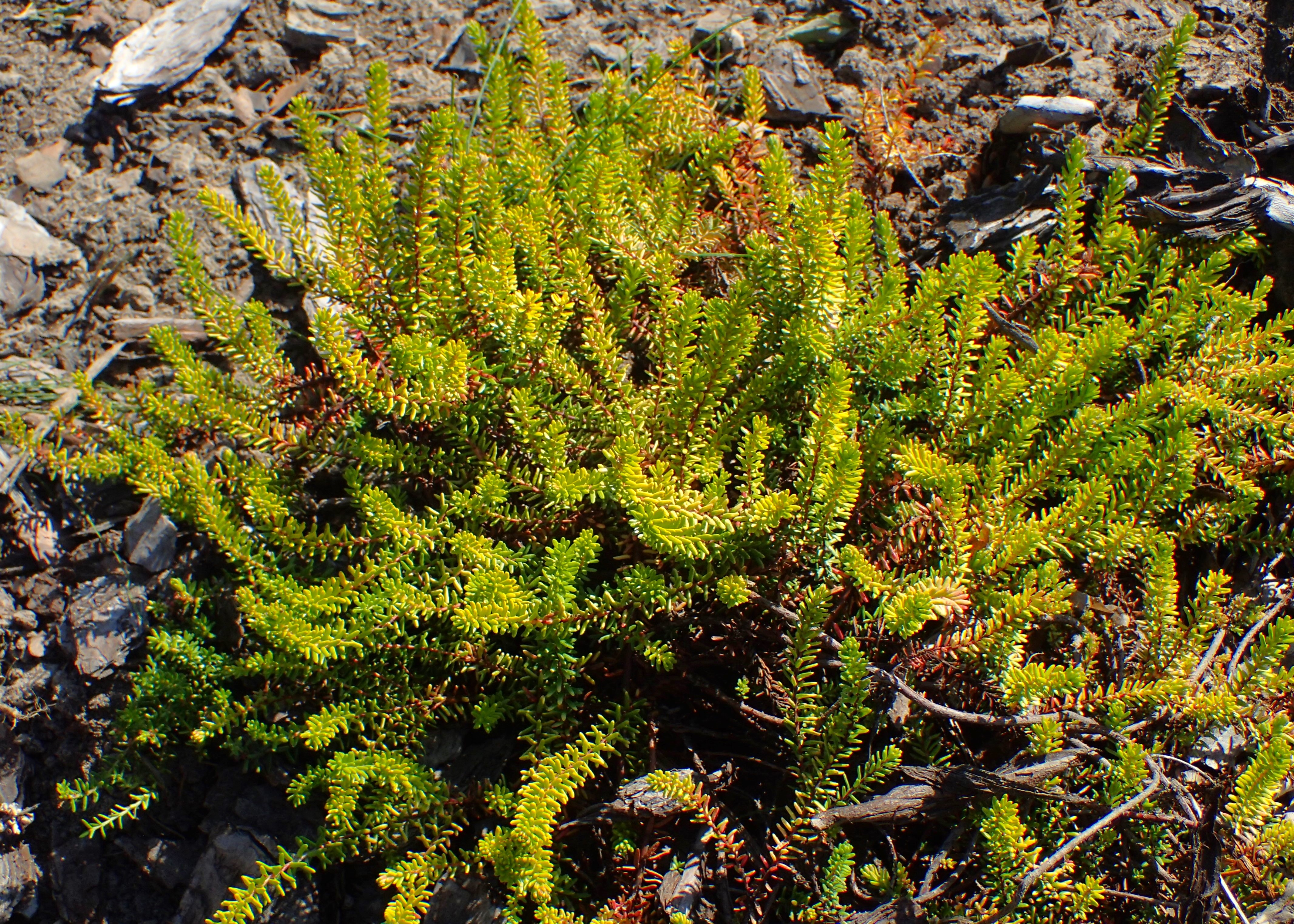
Bażyna czarna odmiany 'Zitronella'

Jako rośliny ozdobne uprawia się poza formami dzikimi także nieliczne kultywary:
- ‘Berstein’ – o liściach latem żółtych, a jesienią i zimą brązowożółtych. Odmiana wyselekcjonowana w Niemczech (Fa. Westermann)[44].
- ‘Zitronella’ – liście latem cytrynowożółtozielone, jesienią i zimą pomarańczowobrązowe. Ma delikatniejsze gałązki i jest bardziej rozpostarta niż ‘Berstein’. Odmiana znaleziona w stanie dzikim na wyspie Sylt i następnie wprowadzona do handlu przez Hansa Hachmanna w 1996[45].

## Nazewnictwo
Naukowa nazwa rodzaju pochodzi od użytego przez Dioskurydesa określenia enpetron dla jakiejś rośliny górskiej (en znaczy – „z, w, na, przy, między”; petros znaczy – „skała”). Na bażynę przeniesiona została przez Josepha Pittona de Tourneforta, który gatunek nazwał Empetrum montanum. Epitet gatunkowy nigrum ustalił Karol Linneusz. Słowo to oznacza „czarne, czarny” i nawiązuje do koloru owoców bażyny.
Polska nazwa „bażyna” zarejestrowana została w XVI wieku przez Marcina Siennika (Herbarz..., 1568), potem częściej już w XIX wieku (np. w Encyklopedii Orgelbranda, przez Jakuba Wagę (Historya roślin, 1871)). Popularnie roślinę i jej owoce zwano „małpimi jagodami” oraz „bagnówką”, poza tym „bagniskiem”, „żurawimi jagodami”, a w Tatrach (gwara podhalańska) określana była mianem „jafer”. Po ustaleniu dwuczłonowych nazw zwyczajowych gatunków roślin w początkach XX wieku w użyciu była nazwa „bażyna czarnojagodowa” (Władysław Szafer i in. Rośliny polskie, 1924).

## Zagrożenia i ochrona
Wyższe temperatury związane z globalnym ociepleniem wskazywane są jako przyczyna ustępowania gatunku z obszarów niżej położonych w południowej części zasięgu, udokumentowane np. w Wielkiej Brytanii czy eksperymentalnie w Holandii, przy czym są też przyczyną ekspansji gatunku w północnej części zasięgu. Rośliny tego gatunku źle znoszą wydeptywanie, choć w porównaniu do innych gatunków wydmowych należą do wyjątków potrafiących przetrwać nawet ponad 2,5 tysiąca przejść. Źle lub wcale nie odnawiają się po wyrębie drzewostanu oraz wygryzieniu roślin do nagiej ziemi przez renifery.
Bażyna czarna nie została ujęta w czerwonej księdze gatunków zagrożonych IUCN (nie została poddana ocenie do wersji 2017-3). Gatunek uznawany jest za zagrożony w różnych krajach przy południowej granicy swego zasięgu. W Polsce umieszczony był na czerwonej liście roślin i grzybów Polski w wydaniu z 2006, w grupie gatunków narażonych na wyginięcie (kategoria zagrożenia [V]). W wydaniu listy z 2016 nie uznany za spełniający kryteria zagrożenia. Od 2014 roku roślina jest objęta w Polsce ochroną częściową.
Poza tym gatunek zagrożony jest w Szwajcarii (EN), w Czechach (jako rzadki wymagający dodatkowej uwagi), w Niemczech (zagrożony jest podgatunek typowy).
Siedliska gatunku podlegają w Unii Europejskiej ochronie w sieci Natura 2000 jako siedliska przyrodnicze: nadmorskie wrzosowiska bażynowe (Empetrion nigri) [siedlisko priorytetowe o kodzie 2140], wydmy szare [siedlisko priorytetowe o kodzie 2130], lasy mieszane i bory na wydmach nadmorskich [kod 2180], wysokogórskie borówczyska bażynowe (Empetro-Vaccinietum) [kod 4060], żywe i zdegradowane torfowiska wysokie [kody 7110 i 7120], torfowiska przejściowe i trzęsawiska [kod 7140], bory i lasy bagienne (Vaccinio uliginosi-Betuletum pubescentis, Vaccinio uliginosi-Pinetum, Pino mugo-Sphagnetum, Sphagno girgensohnii-Piceetum i brzozowo-sosnowe bagienne lasy borealne) [siedlisko priorytetowe o kodzie 91D0].

## Znaczenie użytkowe
Roślina barwierska

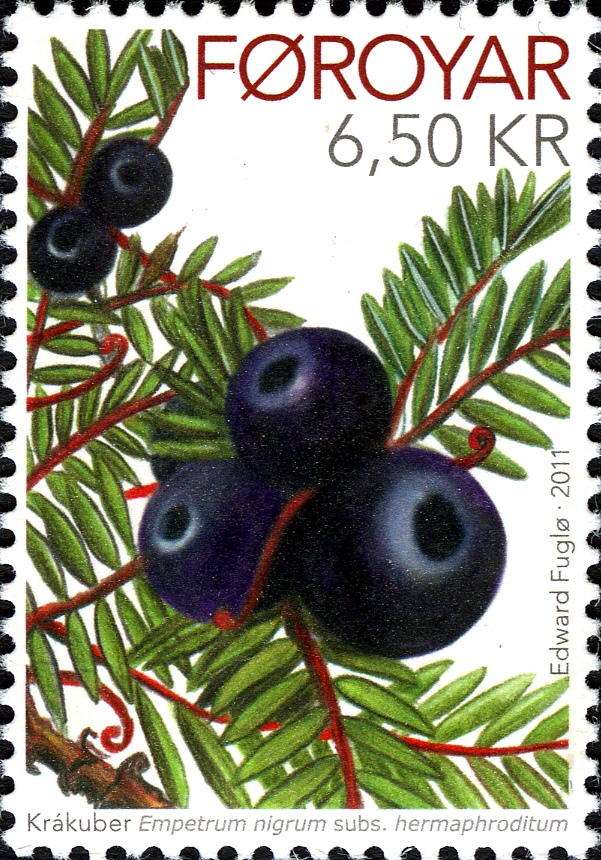
Bażyna czarna na znaczku pocztowym z Wysp Owczych

Sok i odwar z owoców używane były do farbowania zaprawionego ałunem płótna i wełny na kolor ciemnoczerwony (według Kluka także brunatny). Sok z ałunem stosowany był także do farbowania futer (według Kluka gotować je należało przy tym z rybim tłuszczem).
Roślina jadalna
Soczyste owoce są jadalne. Ich smak opisywany jest jako słodkawomdły i kwaskowaty, „wodnisty” lub wręcz podaje się, że nie mają smaku. Za niezbyt atrakcyjne walory smakowe odpowiadać mają taniny. Smak owoców poprawia się po ich przemrożeniu. Spożywanie owoców utrudniają twarde nasiona. Wartość energetyczna owoców wynosi 5,51 kcal/g.
Na dalekiej północy owoce bażyny (głównie obupłciowej subsp. hermaphroditum) stanowią ważne źródło witaminy C. Ze względu na rozpowszechnienie i mrozoodporność bażyny – uznawana jest za najważniejszą roślinę owocową w Arktyce. Jej owoce spożywane są przez Inuitów, Indian Ameryki Północnej, ludy zamieszkujące Rosję, jadane były też w Szkocji i Polsce. Jedzono je surowe lub ubite i zmieszane z cukrem, tłuszczami zwierzęcymi (np. olejem fok lub tłuszczem renifera), utartymi na gładko wątrobami rybimi lub suszonymi rybami. Potrawy urozmaicano także innymi owocami, np. borówek. Z owoców bażyny sporządza się także napoje (w tym wino, które cechuje się wyższą aktywnością antyoksydacyjną od win z winogron) i przetwory (np. dżemy), można je dodawać także do ciast. Używano ich też podczas wędzenia ryb.
Owoce przechowywano zanurzone w foczym tłuszczu. Według niektórych źródeł także je suszono, ale inne temu przeczą.
Z pędów bażyny przygotowywano także wywary do picia.
Według części źródeł niezalecane jest spożywanie owoców bażyny w większej ilości. Krzysztof Kluk ostrzegał, że „obfite ich zażycie głowę zawraca”.
Owoce bażyny wskazywane są jako jeden z wiodących kandydatów do włączenia do listy tzw. superfood ze względu na bardzo wartościowy odżywczo skład. Sproszkowane owoce stanowić też mogą składnik żywności funkcjonalnej. Do 2016 nie uzyskały jednak znaczenia komercyjnego.
Roślina ozdobna
Ze względu na rozrastanie się w formie rozległych mat – bażyna uznawana jest za wartościową roślinę okrywową. Uprawiana jest jednak rzadko, głównie w kolekcjach.
Roślina lecznicza
W lecznictwie ludowym ziele bażyny Herba Empetri stosowane było jako środek ściągający, pobudzający, przeciwszkorbutowy i wzmacniający. Z gotowanych liści sporządzano suche okłady. Przez Inuitów owoce stosowane są w leczeniu biegunki i mają przy tym być bardziej skuteczne niż jagody borówki. Spożyte w nadmiarze powodować jednak mają zaparcie, a zapobiegać temu ma spożywanie owoców wraz z mięsem. Haidowie wywarem z pędów bażyny leczyli gruźlicę.
W owocach bażyny zidentyfikowano związki mające działanie antybakteryjne i przeciwgrzybicze. W lecznictwie ludowym Korei bażyny stosowane były w leczeniu zakażeń układu moczowego, zapaleniu nerek i cewki moczowej. Substancjami czynnymi zawartymi w bażynie są głównie flawonole i antocyjany, przy czym działanie antybakteryjne tłumaczone jest kompleksowym działaniem różnych związków (poza ww. także wpływem np. tanin i kwasów organicznych) oraz oddziaływaniami synergicznymi między nimi. Stwierdzono w badaniu in vitro, że ekstrakty z owoców bażyny działają silnie osłabiająco na wzrost Bacillus cereus i Staphylococcus aureus, średnio na Bacillus subtilis i słabo na: Campylobacter jejuni, Staphylococcus epidermidis i Escherichia coli. Sok z owoców bażyny powodował także zahamowanie wzrostu Streptococcus pneumoniae in vitro. Stwierdzono także działanie przeciwnowotworowe ekstraktu owoców bażyny w octanie etylu polegające na ochronie przed promieniowaniem UVB stwierdzone na keratynocytach HaCaT.
Owoce bażyny wyróżniają się wysoką aktywnością antyoksydacyjną (9,63 mmol/L), znacznie przewyższając większość jadalnych owoców i warzyw (wyjątkiem o podobnie silnych właściwościach jest aronia). Spożywanie przez ochotników przez 4 tygodnie codziennej dawki 2 g sproszkowanych owoców bażyny spowodowało u nich znaczący spadek poziomu cholesterolu ogólnego i lipoprotein niskiej gęstości (LDL).
Inne zastosowania
Pędami bażyny w Arktyce wypełniano materace do spania oraz czyszczono nimi lufy broni palnej.
Przy obfitym występowaniu gatunek stanowi problem w gospodarce leśnej utrudniając odnowienie lasu.

## Uprawa
RozmnażanieW przypadku rozmnażania z nasion należy je przed wysiewem poddać stratyfikacji ciepłej, a następnie przechowywać przez trzy miesiące w temperaturze 4 °C. W przypadku rozmnażania wegetatywnego ukorzeniać można sadzonki zielne lub półzdrewniałe w szklarni lub namiocie foliowym, przy czym należy je zamgławiać. Zaleca się uprawę siewek i sadzonek pod osłoną przez pierwszą zimę. Na stanowiska docelowe rekomendowane jest wysadzanie w odstępach co 25 cm. W celu uzyskania owoców konieczne jest uprawianie razem obok siebie roślin o kwiatach męskich lub żeńskich, ew. podgatunków o kwiatach obupłciowych.
WymaganiaBażyna najlepiej rośnie na glebach lekkich, średnio próchnicznych. Rekomenduje się jej uprawę w tzw. wrzosowiskach – skupieniach roślin wrzosowatych na glebach kwaśnych.